# Ranunculus retusiformis
Ranunculus retusiformis är en ranunkelväxtart som först beskrevs av Rasch, och fick sitt nu gällande namn av S. Ericsson. Ranunculus retusiformis ingår i släktet ranunkler, och familjen ranunkelväxter. Inga underarter finns listade i Catalogue of Life.